# Guinaw Rail Nord
Guinaw Rail Nord est l'une des 16 communes d'arrondissement de la ville de Pikine (Sénégal). Située à l'entrée de la presqu'île du Cap-Vert, à l'est de Dakar, elle fait partie de l'arrondissement de Dagoudane.

## Histoire
Elle a été créée en 1996. Elle doit son nom: Guinaw Rail, à l'expression de la langue wolof signifiant, derrière les rails.